# Волосово-Звягино
Волосово-Звягино (рос. Волосово-Звягино) — присілок в Козельському районі Калузької області Російської Федерації.
Населення становить 22 особи. Входить до складу муніципального утворення Село Чернишено.

## Історія
Від 2004 року входить до складу муніципального утворення Село Чернишено.

## Населення
| 2002 | 2010 |
| ---- | ---- |
| 55   | ↘22  |